# Comuna Romanivka, Dzerjînsk
Romanivka (în ucraineană Романівська сільська рада) este o comună în raionul Dzerjînsk, regiunea Jîtomîr, Ucraina, formată din satele Razine și Romanivka (reședința).

## Demografie
Componența lingvistică a satului Romanivka
     Ucraineană (97,85%)
     Rusă (1,66%)
     Alte limbi (0,3%)
Conform recensământului din 2001, majoritatea populației satului Romanivka era vorbitoare de ucraineană (97,85%), existând în minoritate și vorbitori de rusă (1,66%).